# Vojtěch Eliáš

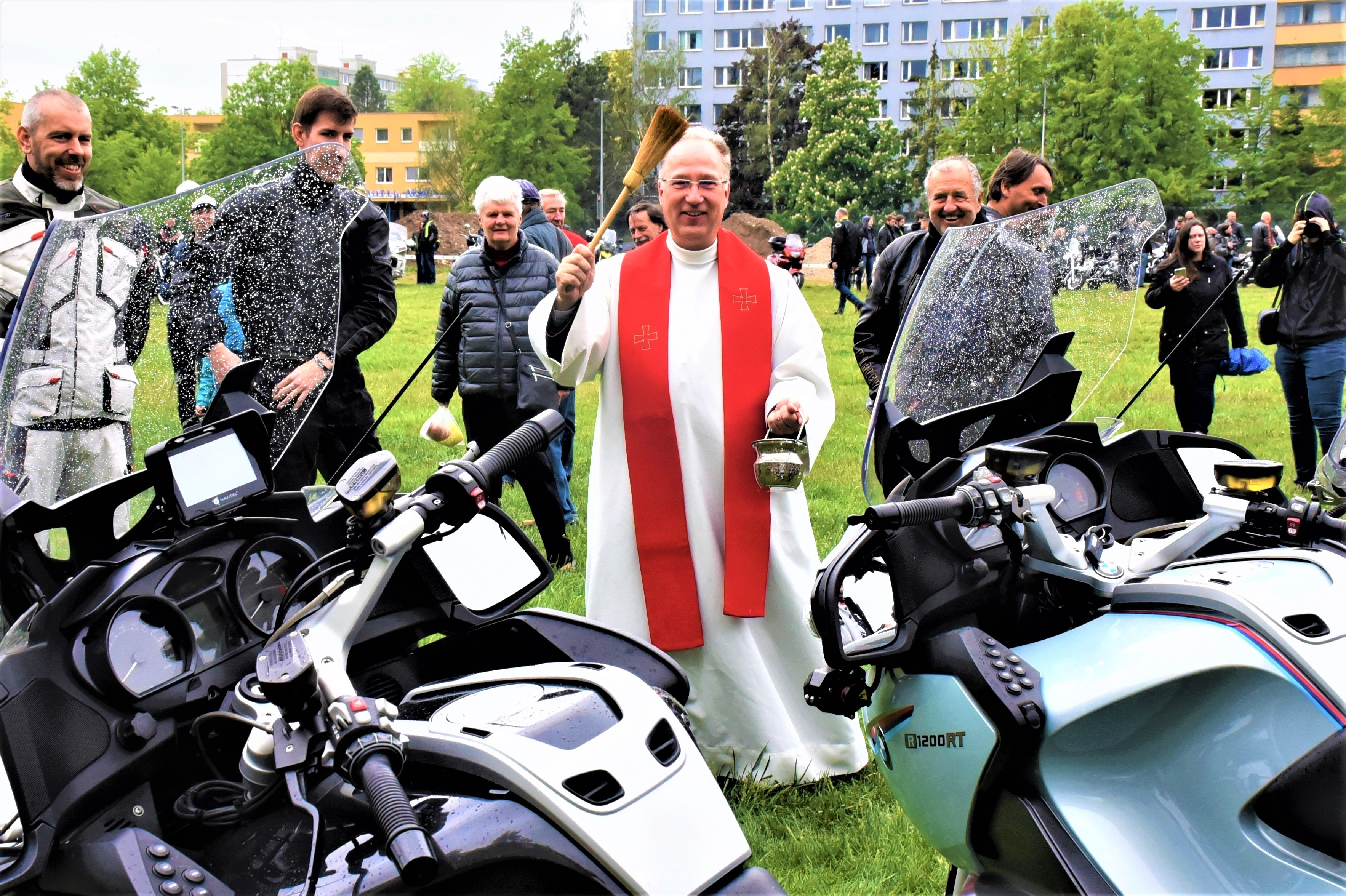
Vojtěch Eliáš – během "Motorkářské mše" v Praze 9

Vojtěch Eliáš (* 2. března 1967 Liberec) je český katolický kněz, bývalý prezident Likvidace lepry a pedagog na katolické teologické fakultě v Praze.

## Život
Narodil se do katolické rodiny. Jeho dědeček prof. Jiří Malášek, někdejší rada ministerstva školství, byl za svůj prokatolický postoj odsouzen nejprve k trestu smrti, poté na doživotí a nakonec byl po šestnácti letech z vězení propuštěn a emigroval do Západního Německa. Dědeček z otcovy strany Vladimír Eliáš byl válečný hrdina. Jeho otec, MUDr. Jaroslav Eliáš, se výrazně zasloužil o rozvoj české duchovní hudby a strýc Petr Eliáš měl zásadní vliv na založení plzeňské diecéze. Ze světsky orientovaných jsou významní švagři: významný český umělec Jan Kalfus, potomek hraběcího rodu a zakladatel prvního soukromého návrhového centra pro integrované obvody RNDr. Bedřich Pola a potomek šlechtického rodu a ředitel nakladatelství Vyšehrad Ing. Vladimír Verner. Rovněž je prabratrancem českého herce a moderátora Jana Krause.
Má pět sester. Během dětství se rodina přestěhovala do Prahy a Vojtěch navštěvoval základní školu v Josefské ulici a posléze Gymnázium Jana Nerudy v Praze. V letech 1985–1990 studoval na Cyrilometodějské bohoslovecké fakultě, 1991–1993 na Katolické teologické fakultě v Praze a 1994–1998 na Universita Pontificia Salesiana v Římě.

## Kariéra
V roce 1991 přijal kněžské svěcení. Poté působil jako administrátor farnosti v Příbrami, Dobříši a Hostivici, kde založil centrum protidrogové prevence. Od roku 2000 se stal administrátorem farnosti sv. Ludmily na náměstí Míru na Praze 2, poté vypomáhal v anglicky hovořící farnosti v Praze v kostele sv. Tomáše, následně v kostele Panny Marie pod řetězem, odkud přešel do kostela Panny Marie Bolestné v Praze.
Od roku 1992 působí také jako pedagog. Nejprve působil jako asistent biblických věd na KTF UK poté vyučoval mimo jiné na Arcibiskupském gymnáziu v Praze a od roku 2002 působí opět na KTF UK, kde přednáší mimo jiné pedagogiku. V roce 2002 byl pověřen vedením katedry praktických oborů, od roku 2004 se stal proděkanem pro studium a od roku 2005 proděkanem pro rozvoj. V roce 2010 se navíc stal prezidentem Arcidiecézní charity Praha. Od svého dětství je aktivním skautem, dlouhodobě působil jako instruktor Ekumenické lesní školy, s níž stále spolupracuje. Od roku 2012 je rektorem kostela svaté Kateřiny na Praze 2 a především známého kostela svatého Mikuláše na Malé Straně. Je též administrátorem Římskokatolické farnosti u kostela Nanebevzetí Panny Marie v Praze-Třeboradicích. Od 1. prosince 2012 byl jmenován biskupským vikářem arcibiskupství pražského. 1. června 2015 byl jmenován sídelním kanovníkem metropolitní kapituly u sv. Víta v Praze. V minulosti působil jako prezident Arcidiecézní charity Praha.
Po dobu 5 let působil jako správce české katolické komunity v Londýně. V Londýně získal zkušenosti v moderní pastoraci, které podle něj v Česku chybí. Od října 2018 se stal farářem v kostele sv. Ludmily na Chvalech v Praze-Horních Počernicích.